# 大稻埕圓環防空蓄水池
25°03′14.11″N 121°30′52.39″E / 25.0539194°N 121.5145528°E
大稻埕圓環防空蓄水池是第二次世界大戰中太平洋戰爭（日本稱之為大東亞戰爭）時期的防空設施，位於臺北州臺北市建成町、日新町與下奎府町交界處（今台北市大同區建功里臺北圓環內）。昭和十八年（1943年）太平洋戰爭期間，同盟國軍對臺北市進行空襲，總督府特別在臺北市中心建造防空壕與蓄水池，蓄水池本體為紅磚疊造而成:94，用以儲存消防用水與避難之用。二戰戰後蓄水池被填平，其上建立起著名的圓環夜市，蓄水池則逐漸被遺忘，直到2001年美食館工程開挖地面時被意外發現，為此美食館變更建築設計，延長工期至2003年才落成啟用，為目前台北市出土最大的防空蓄水池。水池建造的年代雖不久遠，卻可見證戰時台北市民的生活，臺北市政府文化局在2003年其指定為市定古蹟。

## 沿革

### 日治時代

#### 淡水線鐵路

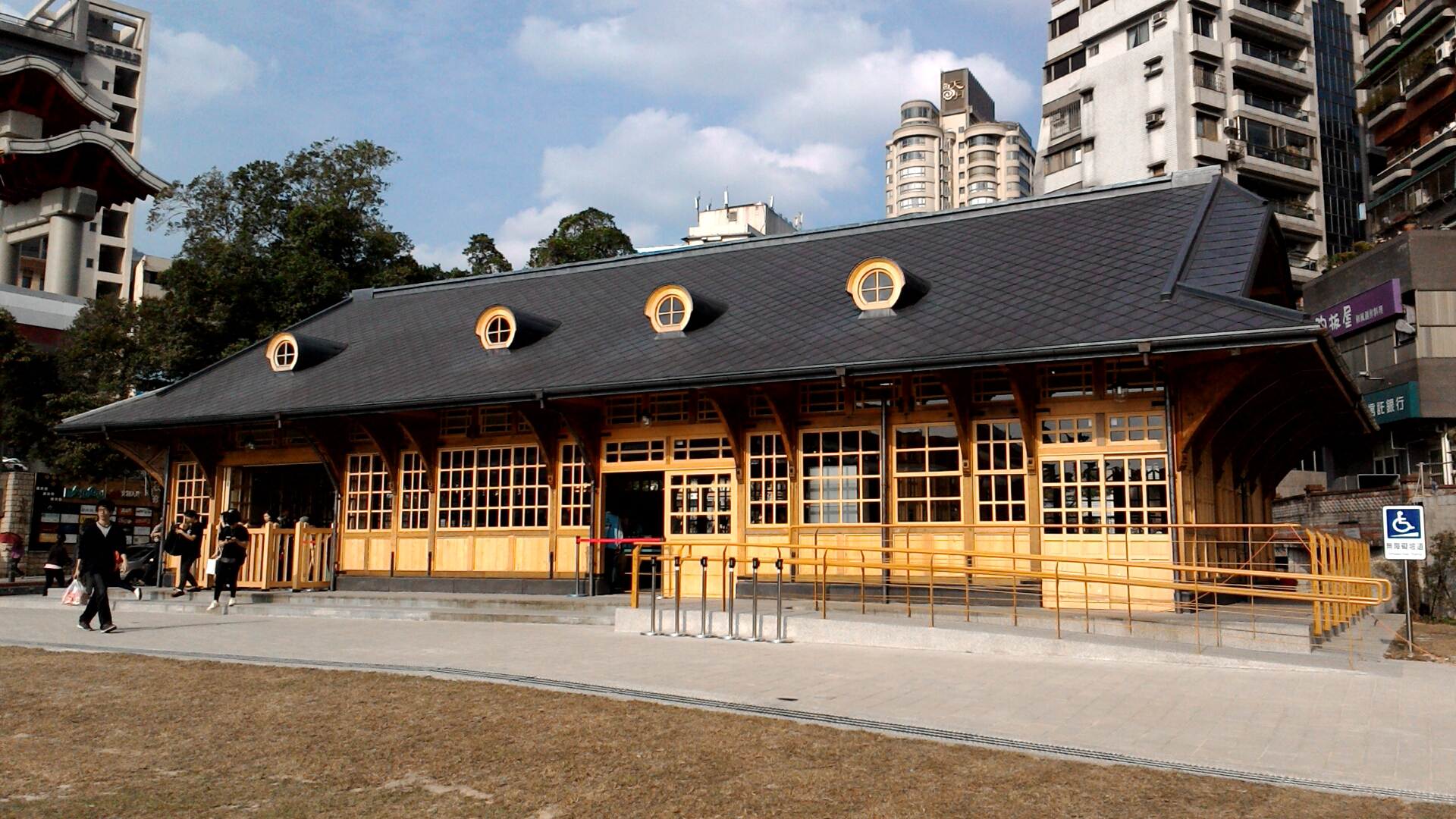
新北投線於1916年為北投溫泉興建，圖為新北投車站。

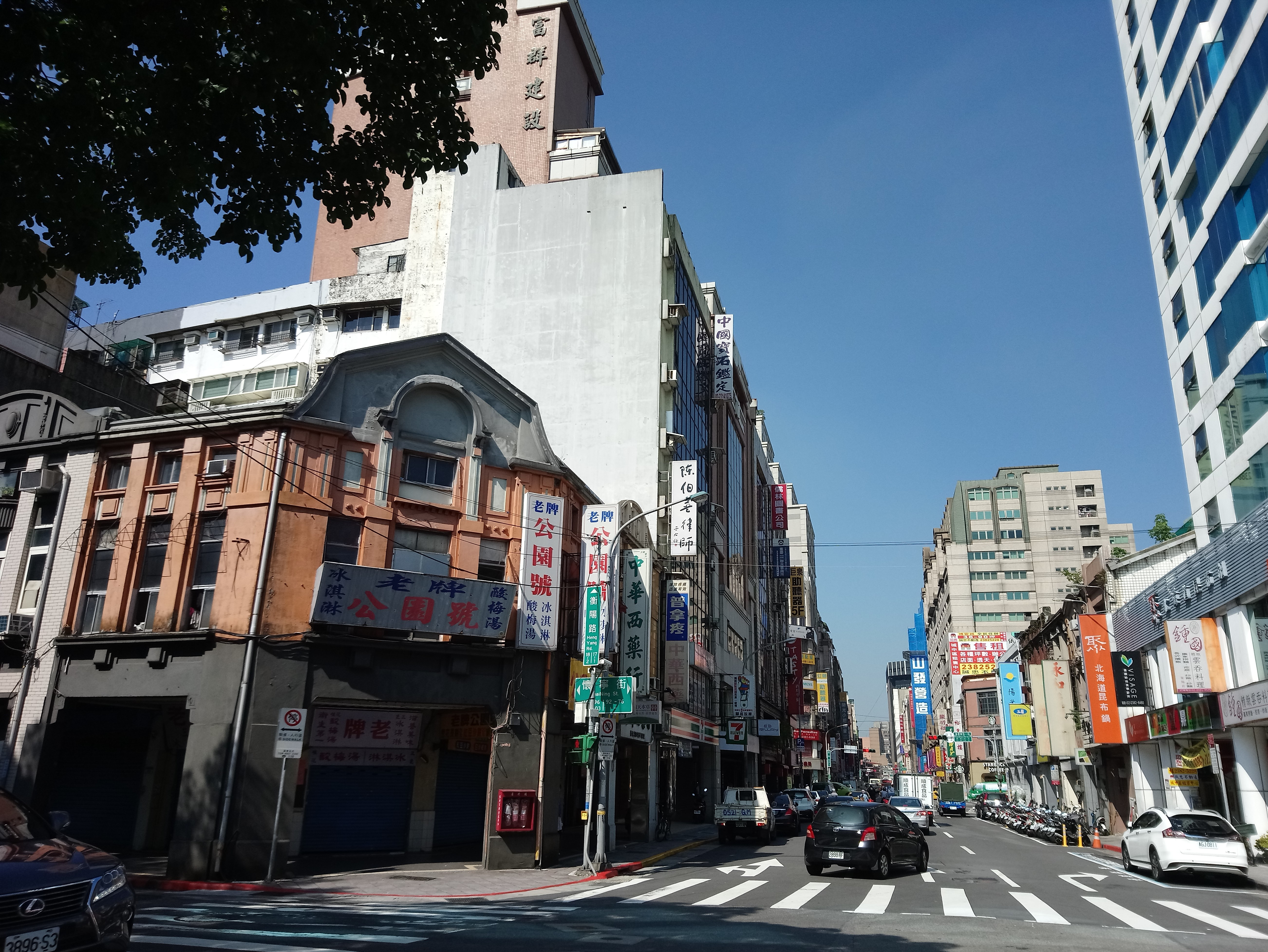
市區改正中興建的榮町通(今衡陽路)。

光緒二十年（1894年）甲午戰爭爆發，二十一年（1895年）清政府與日本簽訂《馬關條約》，割讓臺灣、澎湖與遼東半島。明治二十九年（1896年）臨時臺灣鐵道隊鑑於清朝所建的鐵路蜿蜒迂迴，將劉銘傳鐵路大幅改線:150。三十四年（1901年）為能有效率的由淡水港運送物資，將劉銘傳鐵路基隆~臺北路段拆除，拆下的路軌用以鋪設臺北~淡水21.2km的鐵路線，命名為淡水線，於8月25日通車。三十五年（1902年）2月1日設立大稻埕車站，6月1日兼辦客運，三十六年（1903年）成為淡水線始發車站:130，四十一年（1908年）遷至清代臺北車站舊址。大正四年（1915年）8月17日改大稻埕車站為貨運站:130，客運業務由同日設立的北門車站（位於今鄭州路、延平北路一段口）接管，並成為始發車站，同時設立大正街車站（位於今長安西路、南京西路18巷口）:130。十二年（1923年）3月6日北門車站廢止，始發車站又回歸臺北車站:131。昭和十七年（1942年）大正街車站廢止，至1953年再度設立，改名長安車站，不久再度廢止。臺北圓環正好與此兩站相近，逐漸使該處繁榮。

#### 圓公園
明治三十二年（1899年）總督府提出市區改正計畫，將原聚落中的道路一一拓寬，開闢新市場、堤防，並興建淡水線鐵路:84。在計畫過程中，於今重慶北路、南京西路、寧夏路與天水路四條道路所匯集處建造圓環。四十一年（1908年）圓環空地規畫為休閒公園，周圍栽種七里香，中間種植榕樹及設置座椅，稱為圓公園。昭和十年（1935年）新竹－台中地震後圓公園做為地震避難場所，攤販開始聚集，逐漸形成圓環市集；但此時攤販並非合法營業，因此常遭到取締。十三年（1938年）由攤商自行籌組的台北行商組合圓環夜市場成立，才讓圓環的攤販聚集有合法依據。夜市場規定每日營業時間為5p.m.~12p.m.:186，白天禁止買賣行為。形成白天為公園，晚上為夜市的特殊景象。

#### 戰事波及
1941年底太平洋戰爭爆發，日本政府宣佈夜間不得點燈的禁令，使圓環小吃生意受到很大影響。到了1943年開始有美國軍機轟炸台灣，這時正式被下令圓環小吃停止營業，並開始拆挖該地以興建防空洞、防空壕、蓄水池等避難建設，其中蓄水池即設計在正中央位置。工程興起後小吃攤販被迫在原處更外圍的地方進行營業，但排列上不再是過去位在圓公園時的圓周形，而是成矩形，因此一時間有「角公園」之稱，但此僅為俗稱。

### 二戰戰後

#### 空前鼎盛
戰後台灣由國民政府接收，原有的防空壕拆除、蓄水池填平，重新恢復成夜市風貌，並在1954年各攤販共同募款集資，將圓環進行更多的整修，從夜市形態的攤販聚落變成有建屋的規模，1950年代可說是圓環生意最鼎盛的時候，同時也使其附近的寧夏路、重慶北路跟著一同興盛。

#### 逐漸老舊
在此之後圓環逐漸邁向老舊，原有的設計規劃已稱不上良善，並在1993年、1999年先後發生兩次火災意外，因此台北市依據都市計畫的考量決議拆除與重建圓環，此一拆除從2001年3月29日上午十點正式執行。

#### 重見天日

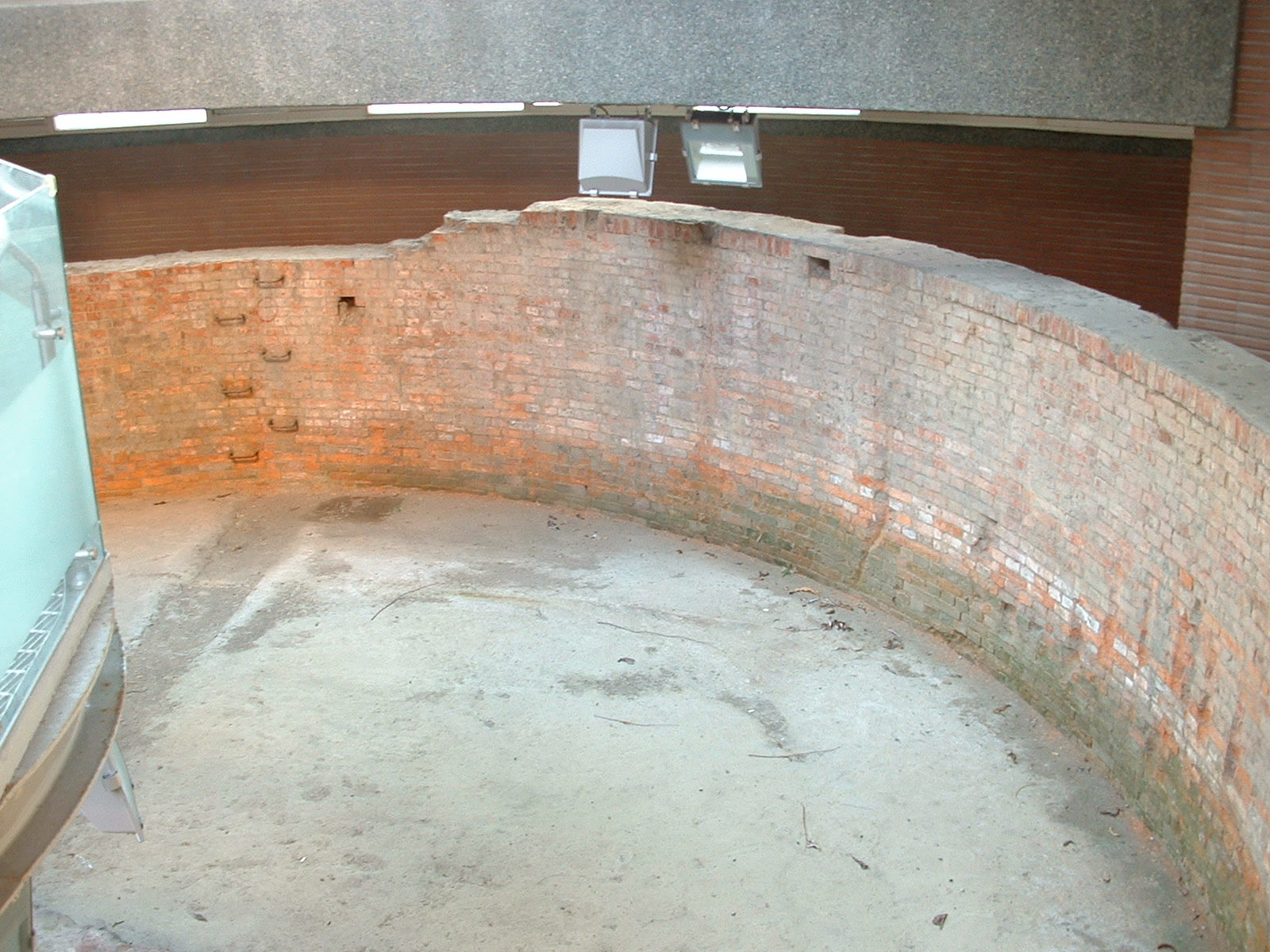
大稻埕圓環防空蓄水池（圖1）

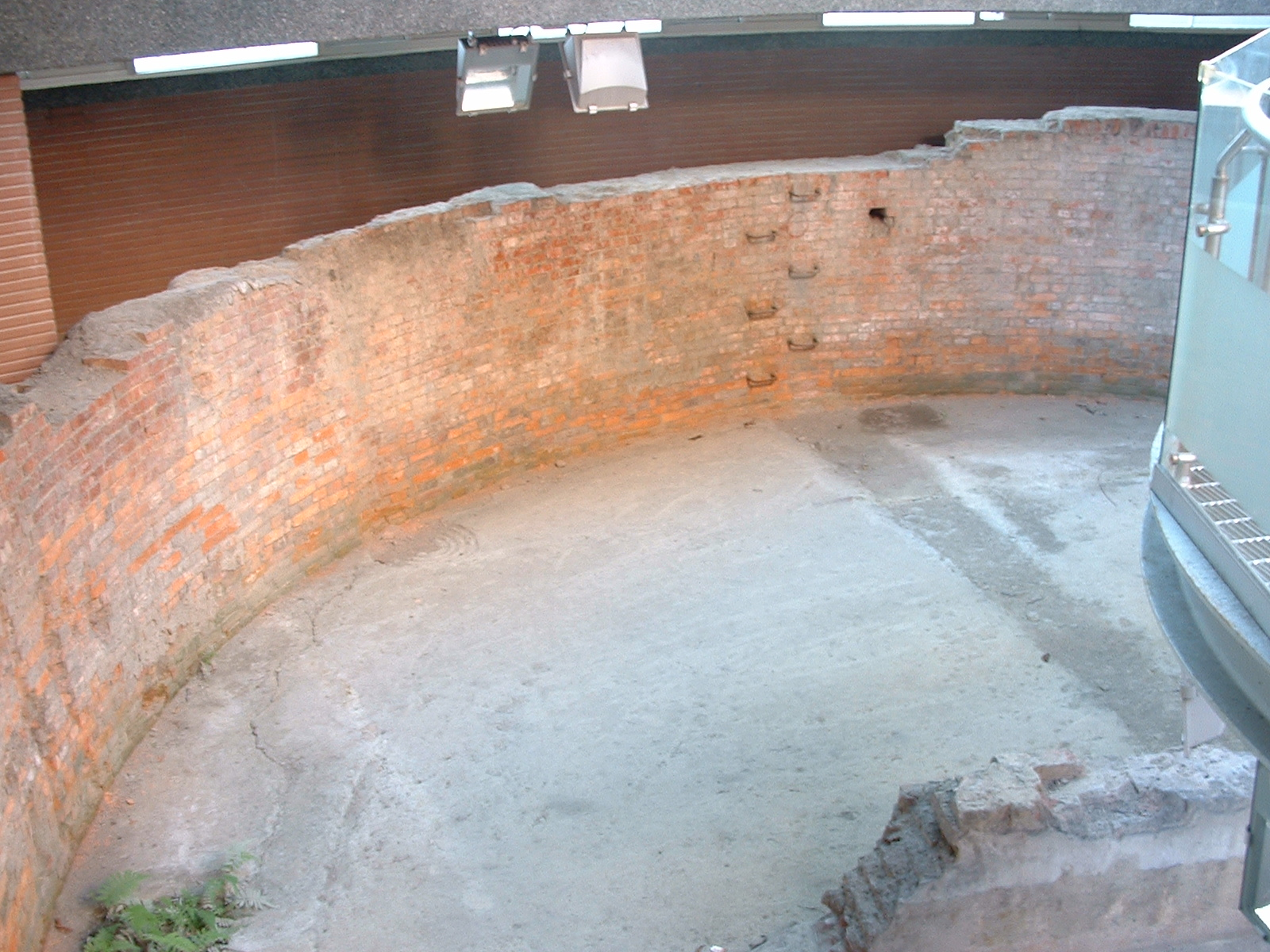
大稻埕圓環防空蓄水池（圖2）

當圓環的地面建物拆除後，2002年4月開始進行新建物的地基開挖工作，但在挖掘過程中發現了大片的紅磚牆，此時工程緊急喊停，並請古蹟專家前來鑑定，經鑑定後證實確為當年二戰期間所闢建的防空用蓄水池，此池高2.2公尺、直徑11公尺，當年的填平並沒有對其造成太大的毀壞，如今則有歷史性的保存價值，因此決議保留，可供後世瞭解當年（1943年）台灣人民的避難歷史，並正式認可為「直轄市定古蹟」。
此外，工程單位依據指示將設計進行變更，保留原有的防空蓄水池，新的圓環夜市建物則環繞在該古蹟水池外圍來興建，以此方式來維護、保持當年的水池原貌。

## 附註
1. ↑  「圓環」一詞在台北市一帶通常有兩種含意，一是指臺北圓環的俗稱，另一是指交通要道匯集區的環形交通設計。
2. ↑  同時被指定為臺北市直轄市定古蹟的尚有臺糖臺北倉庫。
3. ↑  「劉銘傳鐵路」是作為清朝台灣鐵路代稱的概念名詞，但其實與現今基隆至新竹段的縱貫鐵路，重疊的部分不多。[2]:18

1. 1 2 3 4  見大稻埕圓環防空蓄水池解說牌。
2. ↑  最鼎盛時的圓環，使其在小吃界有了「北有圓環，南有龍山寺」的稱號，此二處為台北市小吃的最佳去處。
3. ↑  早在多年前台北市政府即有重新改建的計畫，然而都因為攤販害怕熱鬧生意停頓而抗拒作罷，直到火災事故才有正式的重建理由，且規劃中也包含多種構想，如改建成高聳的立體停車場，或將附近的警局搬入等。
4. ↑  重新改建後的圓環夜市，因建築風格的過度前衛新穎，加上過去的招牌小吃（如：雞捲、潤餅捲、麻油腰子等）及店家都未重新進駐，2003年12月3日重新開業後的反應並不佳（新名稱為：建成圓環美食館），到了2005年7月2日全面停止營業。